# 1950 год в спорте
Список 1950 год в спорте описывает спортивные события, произошедшие в 1950 году.

## СССР
- Чемпионат СССР по боксу 1950;
- Чемпионат СССР по классической борьбе 1950;
- Чемпионат СССР по самбо 1950;
- Чемпионат СССР по шахматам 1950;
- Чемпионат СССР по баскетболу среди женщин 1950;
- Чемпионат СССР по баскетболу среди мужчин 1950;
- Чемпионат СССР по волейболу среди женщин 1950;
- Чемпионат СССР по волейболу среди мужчин 1950;
- Кубок СССР по волейболу среди женщин 1950;
- Кубок СССР по волейболу среди мужчин 1950;
- Чемпионат СССР по лёгкой атлетике 1950;

### Футбол
- Чемпионат СССР по футболу 1950;
- Кубок СССР по футболу 1950;
- Созданы футбольные клубы:
  - «Вагоностроитель» (Кременчуг);
  - «Карабах» (Агдам);
  - «Нефтяник» (Дрогобыч);
  - «Регар-ТадАЗ»;
  - ЦСКА-Памир;
- Расформирован клуб «Спартак» (Львов).

### Хоккей
- Чемпионат СССР по хоккею с шайбой 1949/1950;
- Чемпионат СССР по хоккею с шайбой 1950/1951;
- Созданы клубы:
  - «Динамо-Энергия»;
  - ЦСК ВВС

## Международные события
- Чемпионат Европы по баскетболу среди женщин 1950;
- Чемпионат Европы по волейболу среди женщин 1950;
- Чемпионат Европы по волейболу среди мужчин 1950;
- Чемпионат Европы по фигурному катанию 1950;
- Чемпионат мира по баскетболу 1950;
- Чемпионат мира по конькобежному спорту в классическом многоборье 1950;
- Чемпионат мира по конькобежному спорту в классическом многоборье среди женщин 1950;
- Чемпионат мира по фигурному катанию 1950;
- Чемпионат мира по футболу 1950.

### Шахматы
- Турнир за звание чемпионки мира по шахматам 1949/1950;
- Турнир претендентов по шахматам 1950;
- Шахматная олимпиада 1950.

## Персоналии

### Родились
- 21 января — Реутович, Ирина Владимировна, рекордсменка мира в беге на сверхдлинные дистанции.
- 25 мая — Тунгаев, Бекхан Дуквахович, советский борец вольного стиля.
- 23 сентября — Лоренц, Дитмар, немецкий дзюдоист, олимпийский чемпион 1980 года.